# Winnebago (Nebraska)
Winnebago – wieś w Stanach Zjednoczonych, w stanie Nebraska, w hrabstwie Thurston.